# Jongliermesser

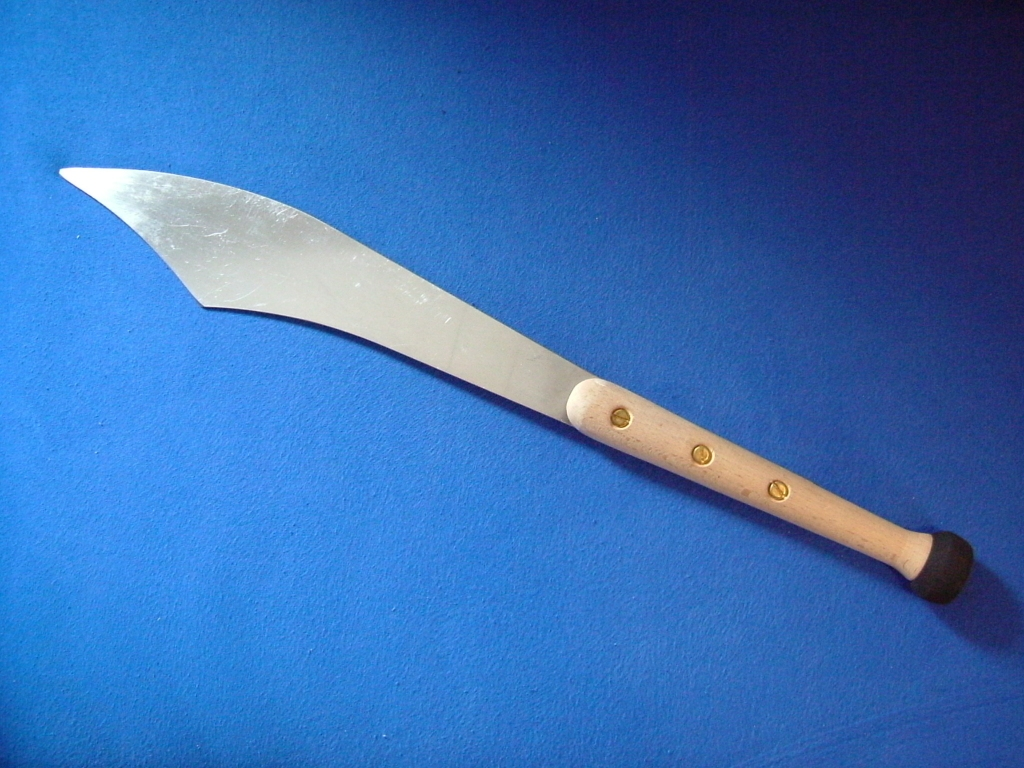
Jongliermesser

Bei Jongliermessern handelt es sich um eine Variation von Jonglierkeulen.
Sie bestehen aus einem Griff, in den die metallene Klinge eingelassen ist. Jongliermesser gibt es in verschiedener Ausführung und Güte. Bei günstigeren Modellen ist die Klinge meist weicher. Dies kann beim Fallenlassen, teils auch schon beim Fangen, zum Verbiegen der Klinge führen. Verbogene Klingen können die Jonglage instabiler machen.
Die Klinge ist bei Jongliermessern im Regelfall nicht scharf, trotzdem sollte aufgrund der Verletzungsgefahr durch die Spitze und die harte Klinge eine gewisse Sicherheit im Umgang mit Keulenjonglage gegeben sein.
Als ersten Jongleur gelang es Thom Wall (* 1987) in den 2010er Jahren mit sechs Jongliermesser zu jonglieren.